# Young Champion
Young Champion (ヤングチャンピオン?) es una revista de manga orientado a una demografía seinen, publicada por la editorial Akita Shoten.

## Mangas publicados
- Alien 9, por Hitoshi Tomizawa
- Babel II: The Returner, por Takashi Noguchi[1]
- Battle Royale, por Koushun Takami y Masayuki Taguchi
- Battle Royale: Tenshi-tachi no Kokkyō, por Mioko Ōnishi y Koushun Takami.[2]
- Cutie Honey, por Gō Nagai
- Ibitsu, por Kazuto Okada[3]
- Kuzu!!, por Dai Suzuki[4]
- Love Junkies, por Kyo Hatsuki
- Schoolmate, por Yuki Azuma.[5]
- Sundome, por Kazuto Okada[6]
- Tanpen-Renai, por Fumi Kanai[5]
- Young Black Jack, por Yū-Go Ōkuma y Yoshiaki Tabata[5]
- Warau Kyūketsuki, por Suehiro Maruo